# El Aamria
El Aamria (en àrab العامرية, al-ʿĀmriyya; en amazic ⵍⵄⴰⵎⵔⵢⵢⴰ) és una comuna rural de la província d'El Kelâa des Sraghna, a la regió de Marràqueix-Safi, al Marroc. Segons el cens de 2014 tenia una població total de 9.454 persones.